# Mauritius images
Die mauritius images GmbH ist eine unabhängige und inhabergeführte Bildagentur, die 1920 in Berlin durch Ernst (später: Ernest) Mayer ursprünglich als Verlag gegründet wurde.

## Geschichte
Neben dem Verlagsgeschäft vermittelte Ernst Mayer Bilder freier Fotografen an illustrierte Zeitschriften, wie die BIZ und die Münchner Illustrierte Presse, verkaufte ganze Reportage-Strecken und war hiermit bald finanziell erfolgreich. Nach der Machtübernahme durch die Nationalsozialisten geriet er zunehmend unter Druck. Bereits im Jahr 1933 wurde die Agentur in den „Deutsche Nachrichten“ als jüdisch angeprangert. Da er das Unternehmen verkaufen musste und wegen der Möglichkeiten, die er für sich nach einer USA-Reise sah, emigrierte Ernst Mayer 1935 in die Vereinigten Staaten. Mit 5.000 Bildern im Gepäck und zahlreichen Kontakten zu Fotografen gründete er noch im selben Jahr zusammen mit Kurt Safranski und Kurt Kornfeld die Fotoagentur „Black Star“ in New York. Helmut Zwez, der mauritius images gekauft hatte, baute nach den Kriegswirren das Archiv 1947 am heutigen Unternehmensstandort in Mittenwald wieder auf. 1969 stieg Hans-Jörg Zwez in das Unternehmen seines Vaters ein, das er 1972 übernahm. Er machte mauritius images zu einer der in Deutschland und Europa führenden Bildagenturen und unterhielt zeitweise Büros in Wien, Stuttgart, Berlin, Hamburg und Stockholm. Von 2015 bis 2021 war Stefan Ploghaus Geschäftsführer und Inhaber des Unternehmens. 2021 wurde mauritius images an drei Mitglieder der bisherigen Geschäftsleitung veräußert. Geschäftsführende Gesellschafterin ist seitdem Heide-Marie von Widekind.

## Aktuelle Situation
mauritius images ist eine Universal-Bildagentur, die neben Motiven aus den Bereichen Travel, Nature, People, Food, Beauty, Medizin und Lifestyle auch historisches Bildmaterial mit dokumentarischem Charakter, Illustrationen und Symbolfotografie anbietet. Im Jahr 2019 umfasst der Bildbestand über 100 Millionen Royalty-Free- und Rights-Managed-Motive. Das Unternehmen kooperiert mit etwa 150 Partneragenturen weltweit, wie der Masterfile Inc. und hat über 1000 Fotografen unter Vertrag. Mit Steve Bloom gewann mauritius images 2017 den Foto-Award der Bauer-Media-Group. Die Agentur ist Mitglied im Bundesverband professioneller Bildanbieter (BVPA).